# 大谷鄉 (科瓦斯納縣)
45°46′N 26°1′E / 45.767°N 26.017°E
大谷鄉（羅馬尼亞語：Comuna Valea Mare, Covasna），是羅馬尼亞的鄉份，位於該國中部，由科瓦斯納縣負責管轄，面積110平方公里，海拔高度577米，2007年人口1,159，人口密度每平方公里11人。